# میخائیل هوراچک
میخائیل هوراچک (انگلیسی: Michal Horáček؛ زادهٔ ۲۳ ژوئیهٔ ۱۹۵۲) کارآفرین، ترانه‌سرا، شاعر، نویسنده، روزنامه‌نگار و تهیه‌کننده موسیقی اهل کشور جمهوری چک است. از سال ۲۰۰۷ تا ۲۰۱۰، او رئیس آکادمی موسیقی عامه پسند چک بود. او شرکت شرط‌بندی «فورتونا» را تأسیس کرد. او در انتخابات ریاست جمهوری سال ۲۰۱۸ به عنوان نامزد رئیس‌جمهوری چک شرکت کرد، اما در دور اول به مقام چهارم رسید و نتوانست به این مقام برسد.